# Scopula accessaria
Scopula accessaria là một loài bướm đêm trong họ Geometridae.